# Сымский сельсовет
Сымский сельсовет — сельское поселение в Енисейском районе Красноярского края.
Административный центр - село Сым.

## Население
| 2010 | 2012 | 2013 | 2014 | 2015 | 2016 | 2017 |
| ---- | ---- | ---- | ---- | ---- | ---- | ---- |
| 179  | ↘174 | ↗176 | ↗179 | ↘175 | ↗179 | ↘171 |

## Состав сельского поселения
В состав сельского поселения входит один населённый пункт — село Сым.

## Местное самоуправление
Сымский сельский Совет депутатов
Дата избрания: 14.03.2010. Срок полномочий: 4 года. Количество депутатов: 7
Глава муниципального образования
- Вахрушев Леонид Кузьмич. Дата избрания: 14.03.2010. Срок полномочий: 4 года